# Spikbergstjärnarna (Edefors socken, Norrbotten, 736053-171944)
Spikbergstjärnarna är en sjö i Bodens kommun i Norrbotten och ingår i Luleälvens huvudavrinningsområde.